# ماتيا لومباردو
ماتيا لومباردو (بالإيطالية: Mattia Lombardo)‏ (14 فبراير 1995 بجنوة في إيطاليا - ) هو لاعب كرة قدم إيطالي في مركز الوسط. لعب مع نادي سامبدوريا ونادي كريمونيسي وسيتا دي بونتيديرا.

## روابط خارجية
- ماتيا لومباردو على موقع قاعدة بيانات كرة القدم.إي يو (الإنجليزية)
- ماتيا لومباردو على موقع Soccerway.com (الإنجليزية)
- ماتيا لومباردو على موقع AS.com (الإسبانية)